# Murallas de Zamora

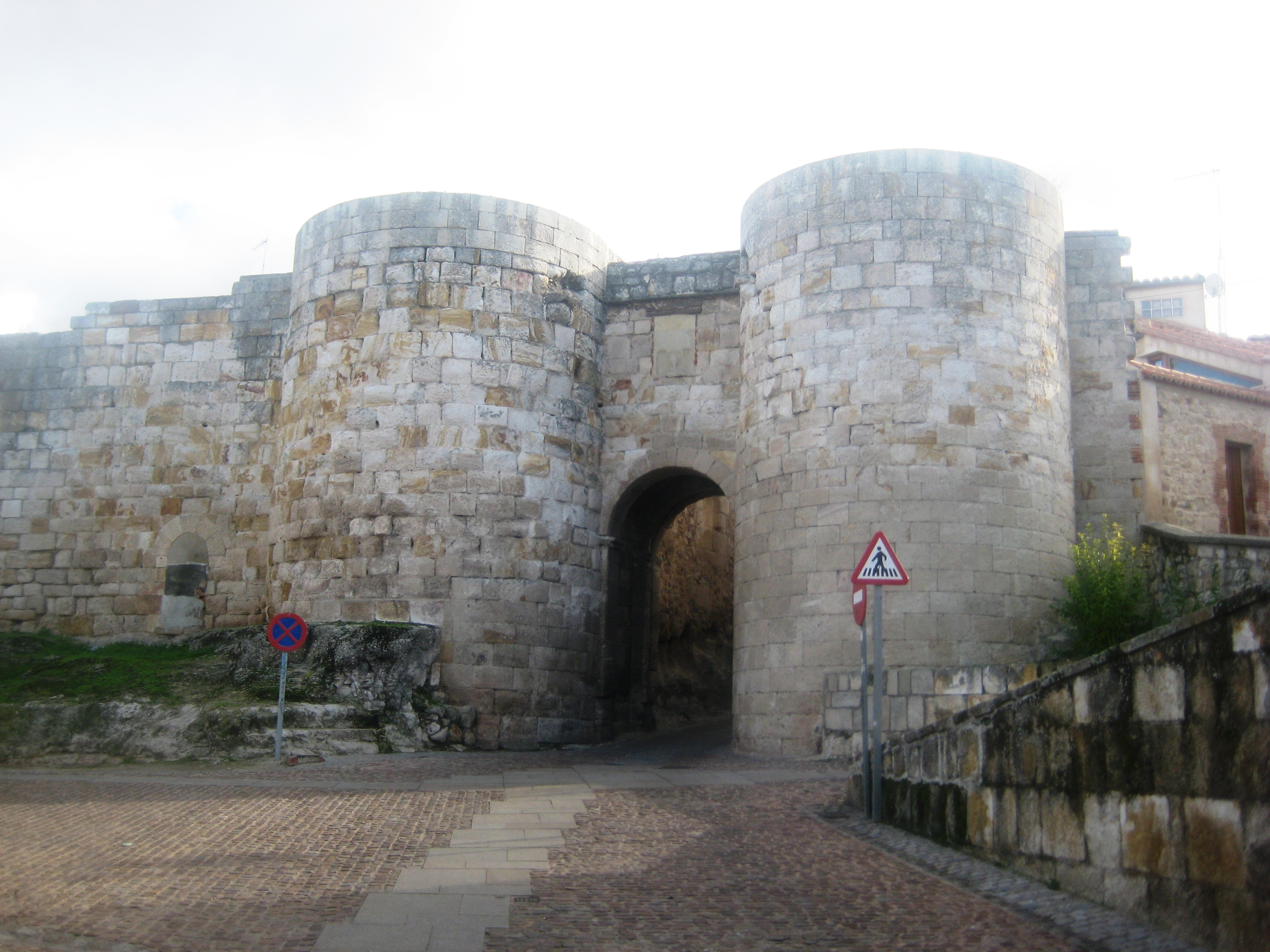
La Puerta de Doña Urraca.

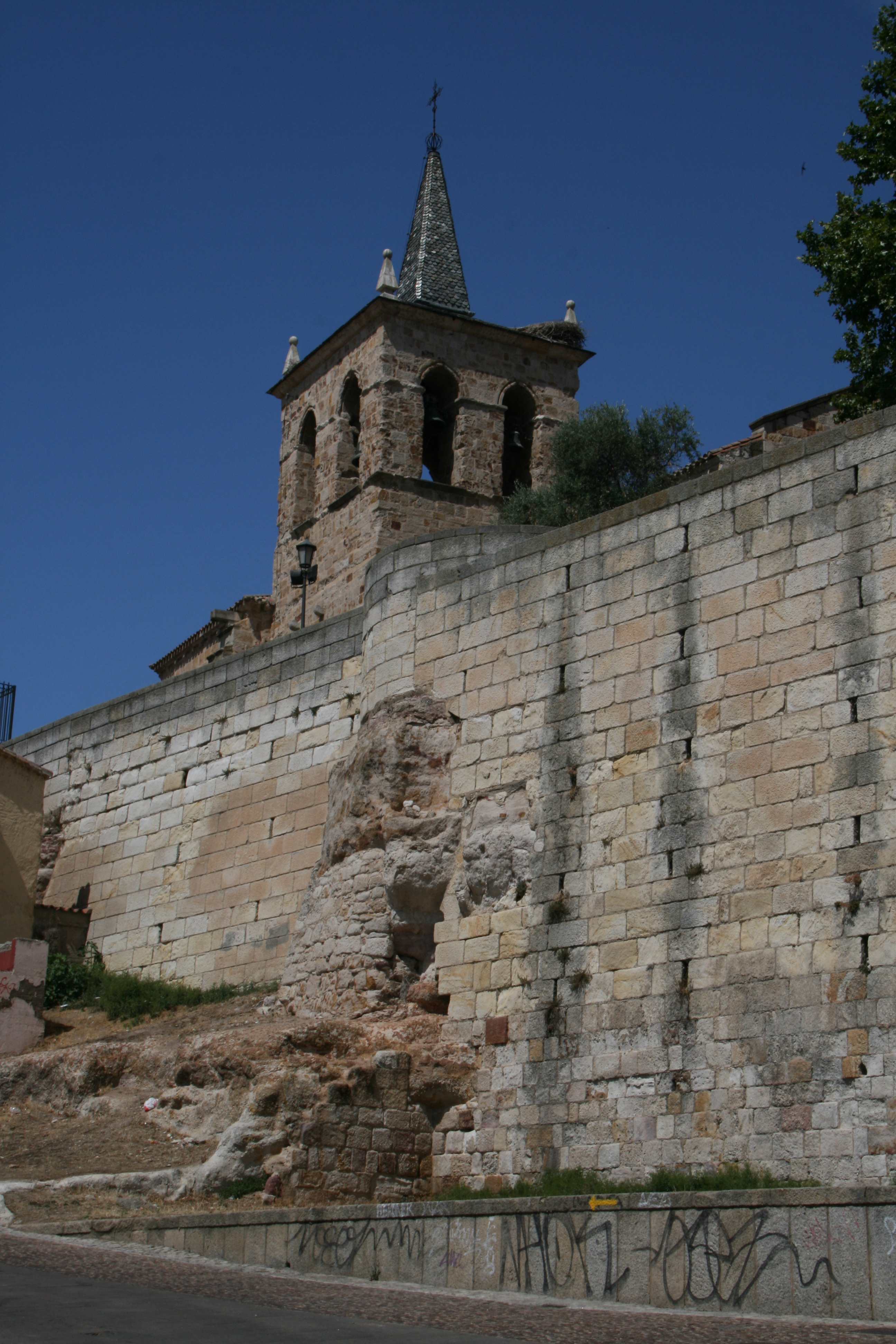
Muralla desde la cuesta, mostrando la atalaya de San Cipriano.

La muralla de Zamora es una edificación con funciones de muralla defensiva que parapeta la ciudad de Zamora prácticamente desde sus inicios como ciudad. La muralla sufre varias modificaciones de trazado a lo largo de su historia, una debida a los sucesos bélicos que rodean la historia de la ciudad, otra debida al crecimiento constante de la población y su consiguiente ensanche. A partir de 1868 pierde su condición de muralla defensiva de la ciudad. Pocos años después el arquitecto Segundo Viloria realiza por primera vez un plano de la ciudad indicando su recorrido. La fortaleza de las murallas y la resistencia pasiva a un eventual ataque hizo que la ciudad tuviera el apelativo de: "la bien cercada". Se han producido en los paramentos diversos eventos relevantes de la historia de la ciudad, algunos como el día de Zamora o posteriormente el cerco de la misma. En la actualidad apenas se conservan restos de la muralla del período musulmán y de la reconquista. En 1949 se la declara dentro del programa de protección de patrimonio español, y en 1985 dicho decreto se corrobora con la ley sobre Patrimonio Histórico Español.
La muralla muestra una secuencia de recintos en la ciudad. El primer recinto del siglo XI va desde la punta más occidental hasta la plaza Mayor. El segundo recinto se finaliza en el siglo XIII y abarca una extensa área que cubre al este de la ciudad. El tercer y último recinto, construido a finales del siglo XIV, se prolonga en el sur de la ciudad y cubre las áreas en torno al Puente Nuevo.

## Historia
La ciudad de Zamora está situada en una zona de cierta importancia desde el punto de vista defensivo y económico, pues al estar elevada y cercada por el valle del Duero, sus habitantes pudieron controlar, desde su fundación, tanto la llegada de invasores como las rutas comerciales: vía de la Plata.

### Primeras murallas
Las excavaciones arqueológicas realizadas muestran que existieron unas murallas cuando la ciudad era un castro romano, e iban desde la Puerta de Olivares hasta la iglesia de San Ildefonso. Las murallas romanas se confirman por unas excavaciones realizadas en 1504 que sacaron a la luz lápidas que acabaron en la fachada del Ayuntamiento Viejo. No existen referencias de la existencia durante la ocupación de los suevos primero y los visigodos en el siglo VI. Sin embargo, su protagonismo se documenta tras la invasión musulmana de la península ibérica y durante la reconquista. Es posible que el rey asturiano Alfonso I tomara la ciudad denominada Semure a los musulmanes, sin preocuparse de repoblarla.

### Reconquista y el primer recinto
La construcción de las murallas primitivas se inicia según las fuentes medievales en el año 893 durante el reinado de Alfonso III de Asturias. Es este rey quien repuebla la zona del valle del Duero con gentes de León y mozárabes de Toledo. Se construyen burgos, barrios y también murallas. La ciudad de Zamora era uno de los centros cristianos más importantes en el siglo X. La primera muralla va desde el Alcázar hasta la Iglesia de San Pedro y San Ildefonso. Se aprovecha el fuerte desnivel de cotas de los sectores norte y sur de la ciudad. La seguridad de las nuevas defensas atrae a nuevos pobladores al mismo tiempo que se convierte en un nuevo objetivo militar. Uno de los ataques musulmanes a la ciudad se realiza en el año 901, cuando la ciudad es asediada por Ahmed-ben-Moavia (conocido como Abul Kassin) siendo su balance tan sangriento en ambos bandos que se acaba denominando: el Día de Zamora. En el 939, tras la batalla de Simancas entre las tropas de Ramiro II de León y Abderramán III, los ejércitos del califa cordobés atacaron la ciudad en la batalla de Alhandic (denominada también del foso de Zamora) logrando entrar en la ciudad, si bien parte de la historiografía considera que dicha batalla, conocida como de Alhandega también, tuvo lugar en realidad en Fresno Alhándiga, en el entorno del río Alhándiga. Posteriormente, en el año 980 las tropas de Almanzor lograron entrar en el recinto amurallado zamorano, invadiendo la ciudad hasta que en 1002 la abandonaron al rendirse Almanzor en la batalla de Calatañazor. Esta fue la última invasión que recibe la ciudad proveniente del Al-Ándalus. 
El monarca Fernando I de León dotó en el año 1061 de un fuero propio a la ciudad de Zamora, iniciando la construcción de una nueva muralla mucho más amplia y divulgándose con ello la visión de ciudad inexpugnable. La finalización de la cerca se produjo durante el reinado de Alfonso VI de León. El perímetro que encierra esta muralla se denomina primer recinto de Zamora, abarcando la meseta rocosa de la ciudad en lo que podría considerarse el espacio románico de la actualidad. De la muralla de este primer recinto apenas quedan muestras. En el interior de este perímetro inicial se encontraban los edificios más representativos, la administración, la religión, las leyes, las sedes del poder político. En el eje este-oeste va creciendo la ciudad con el establecimiento de nuevos burgos y pueblas, una de las más importantes eran la Puebla del Valle. Van apareciendo las iglesias en torno a los burgos. Se consolida la ciudad como residencia de la nobleza (caballeros) actuando en ella como el grupo de poder. Al morir Fernando I reparte su reino, entregando en su testamento en calidad de señorío a su hija la infanta Doña Urraca la ciudad de Zamora en herencia, siendo nombrada la ciudad en el romancero medieval:

Allá en tierra leonesa
un rincón se me olvidaba,
Zamora tiene por nombre,
Zamora la bien cercada;
de un lado la cerca el Duero,
de otro Peña Tajada,
¡Quien vos la quitare, hija,
la mi maldición le caiga!
Todos dicen ¡Amén, amén!
sino Don Sancho, que calla.

En el romancero aparece la Peña Tajada (zona que va desde el castillo hasta la Puerta de la Feria), que junto con las peñas de Santa Marta eran parte natural de la tectónica de las murallas, cumpliendo su misión defensiva. En el romance se enumeran los cubos, un total de veintiséis, lo que da idea de la longitud del perímetro amurallado. Estimado su perímetro en una longitud de 2.420 metros, ocupando un total de 25 hectáreas de terreno. A lo largo de ella se desarrollaban las ocho puertas y varios portillos auxiliares. Tras esta herencia de Doña Urraca se produce el Cerco de Zamora y un duro asedio por las tropas de Sancho II de Castilla durante el cual la ciudad resistirá durante meses, hasta que éste muere asesinado el día 7 de octubre de ese año 1072 por Bellido Dolfos. Tras el regicidio huye Bellido y se adentra en la ciudad por el portillo de la Lealtad (denominado antiguamente portillo de la Traición), yendo tras él Rodrigo Díaz de Vivar, el Cid. Tras estos sucesos, el caballero Diego Ordóñez de Lara, dolido, lanza el desafío a la ciudad: "quien a traidor sostiene, es traidor como el que la face". Este asedio dejó el dicho popular "No se ganó Zamora en una hora".

### Expansión: Segundo recinto
El auge de la ciudad va trayendo a nuevos habitantes, la ciudad sigue creciendo en el siglo XIII. Se extiende la nueva muralla desde los torreones de Santa Ana hasta el de San Pablo. Se trata del denominado segundo recinto. Las obras de construcción se iniciaron en el año 1230, cercando El Burgo, que era una zona urbana muy poblada, y en su interior se entremezclaba el caserío con huertos y eras. Aparece la plaza Mayor como centro urbano, desde este espacio irradian calles principales de la ciudad: calle de Santa Clara y San Torcuato, Balborraz. Es posible que una porción de la muralla quedara debilitada por una riada del Duero acaecida en el año 1250. La ciudad adquiere un carácter de verdadera ciudad; se inicia y concluye la construcción de una nueva catedral en el siglo XII. Van surgiendo nuevos arrabales: Puebla del Espíritu, San Lázaro, San Frontis, la Vega.
Se asienta una importante población judía en El Valle. Se realizan numerosas fundaciones monásticas y conventuales en el siglo XIII. La fama de Zamora "la bien cercada" es divulgada por Juan Gil de Zamora, amigo personal de Alfonso X "el Sabio" y preceptor de Sancho IV escribe dos libros exaltando las glorias de Zamora; al primero lo titula Liber de praeconiis civitatis Numantiae y, al segundo, Thesis nodosa an Zamora sit Numantia. Compara la ciudad con Numancia causando una confusión con su ubicación que no se aclara hasta mediados del siglo XIX. La ciudad de finales del XIV tiene ya poco protagonismo en la lucha contra los musulmanes, pierde su significado de frontera.

### Tercer recinto
Tras la reconquista y la repoblación de los extremos del Duero es cuando adquiere su actual idiosincrasia: diferentes cercos que se superponen y que incluyen dentro de sus perímetros las diferentes ampliaciones de la ciudad. En la decisiva Batalla de Toro para los Reyes Católicos, la ciudad junto con sus murallas tuvieron relevancia. La ciudad a finales del siglo XVI alcanza la cifra de 10 000 habitantes. Población que se reduciría a la mitad en el siglo XVII debido a las sequías que afectaban a las cosechas del valle del Duero, las epidemias, las guerras. Durante la Guerra de las Comunidades de Castilla tiene la muralla un protagonismo defensivo. La Alcazaba se destruye a fines del siglo XV (se extendía desde la calle de los Herreros hasta la Plaza de Claudio Moyano) y algunas de sus piedras se emplearon en la construcción del Palacio de los Condes de Alba y Aliste (actual parador). Ya en el siglo XIV y XV aparecen nuevas formas de combate y asedio, entre ellas unas piezas de artillería denominadas bombardas, capaces de horadar las murallas de sillería.

### Edad Moderna y su declive
El paso de la Edad Media a la Edad Moderna hace que pierda su funcionalidad defensiva casi en su totalidad, pero la representación de ideas que suponen los muros -poder, supremacía- hace que se mantenga conservada. Se puede observar la configuración de la muralla en sellos. En 1571 Anton van den Wyngaerde la dibuja por encargo de Felipe II (al igual que en 1756 haría Joseph Augier).
Durante la Guerra de Independencia fue reforzada para contener las embestidas del ejército galo. Sin embargo, a partir de aquí pierde cualquier tipo de importancia estratégica. En 1868 el ministerio de Guerra hace concesión de la muralla al de Fomento. Muchos de los muros, en zonas donde se conserva la muralla, fueron sido derribados y reconstruidos en diversas épocas, en algunos lugares se ha variado sensiblemente su trazado, como es el caso del tramo entre el Portillo de la Traición y la Avenida de la Feria o en las Peñas de Santa Marta. Simultáneamente se van derribando puertas para dar paso a nuevas formas de transporte. A finales del siglo XIX, comienzos del XX, las murallas suponían un freno tanto al transporte como al ensanche de la ciudad.

## Estado actual

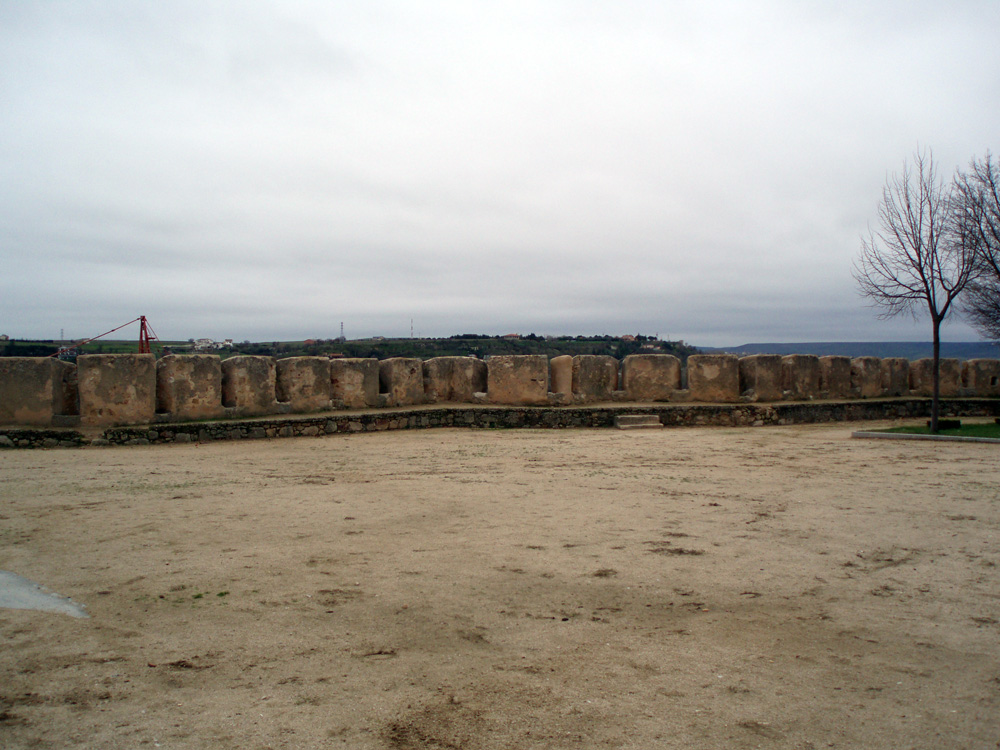
Muralla de Zamora vista desde el Parque del Castillo.

Desde finales del siglo XIX y durante prácticamente la primera mitad del siglo XX, la muralla es abandonada e incluso destruida para ganar suelo a la colina donde se asienta la ciudad. A partir del Decreto de 22 de abril de 1949 se la declara dentro del programa de protección de patrimonio español, y en 1985 dicho decreto se corrobora con la ley sobre Patrimonio Histórico Español. Del primer recinto se destruyeron las Puertas de San Martín, el Portillo de las Lonjas y la Nueva de San Juan. Se conservan muy parcialmente la de Mercadillo o del Carmen, la de San Cebrián y la de San Pedro. Y se conserva muy trasformada la de Zambranos.
En cualquier caso, se conservan alrededor de 3 km del recinto amurallado en buen estado. De hecho, las almenas de la muralla son parte del reclamo turístico de la ciudad, y no pocos turistas se fotografían en ellas en los diversos parques y plazas que se integran a lo largo de esta construcción. Actualmente se halla en proceso de restauración y reconstrucción, liberándose zonas que habían quedado ocultas por construcciones nuevas y consolidándose otras que habían dado lugar a ensanche de calles.

## Puertas
Los lienzos de la muralla tuvieron en su momento puertas de acceso a la ciudad, conocidas como lugares de reunión, intercambio económico, o simplemente puntos estratégicos. Algunas de esas puertas son:
- Puerta de Doña Urraca
- Puerta del Obispo
- Puerta de Santiago
- Puerta de San Pablo
- Puerta de Santa Ana
- Puerta de San Torcuato
- Puerta del Mercadillo
- Puerta Nueva

## Marcas de cantero

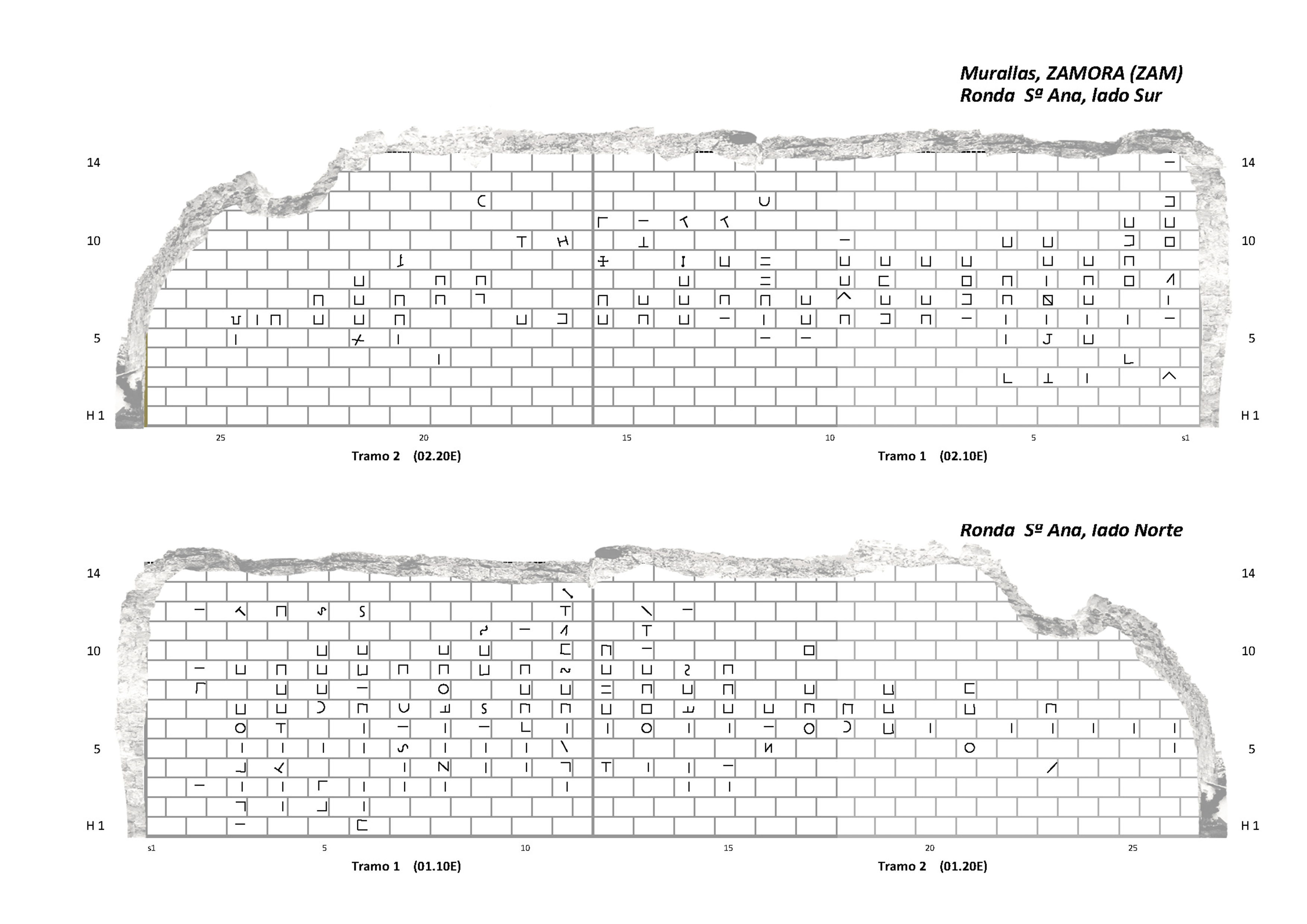
Lienzo norte de las murallas (Ronda de Sª Ana) y marcas de cantero.

En las murallas situadas en la Ronda de Santa Ana, único lienzo donde se han identificado marcas de cantero, 
se han catalogado 230 signos de 36 tipos diferentes, todos ellos de diseño sencillo, de 1 a 4 trazos, con predominio de trazo recto, perfil normal y trazo grueso y profundo sin terminaciones, con algunas excepciones poco significativas por su frecuencia. Ver “Catálogo de marcas de cantero”.
Las tipologías identificadas son: Rectas: 90,6 %; Curvas: 9,3 %.

La morfología de las marcas identificadas corresponde a: Alto: 6 a 15 cm; ancho: 1 a 15 cm.; grueso: 20 mm.; fondo: 10 mm.

Los signos con inclinación 0°, +30°, +90°, -45°, predominan con un 88,7% junto a ejemplos, 11,3%, de +-15º, +- 30°, +60°, lo que los encuadra en el tipo de “red cuadrática”.
Estas características son típicas de construcciones defensivas de una etapa constructiva entre los siglos XI a XII, ver informe "Etapas históricas".